# Субтропический циклон
Субтропи́ческий цикло́н — погодная система, имеющая характеристики как тропического, так и внетропического циклона. Ещё в середине XX века существовали различные мнения относительно характеристик и классификации подобных циклонов. Национальный ураганный центр США стал признавать их с 1972 года, тогда же субтропические циклоны стали получать названия из официальных списков тропических циклонов бассейнов Атлантического и юго-восточного Индийского океанов.
Существует два несколько отличающихся формальных определения субтропического циклона. В Атлантическом и Индийском океанах они должны иметь центральную зону конвекции относительно близко к центру и формировать теплое ядро в средних слоях тропосферы. На севере Тихого океана циклон может отделиться от главного пояса западных ветров и иметь относительно слабую циркуляцию на уровне поверхности. Субтропические циклоны в целом имеют сильные ветры на большой площади, ветры максимальной скорости расположены дальше от центра, чем у тропических циклонов, и не имеют связанных с центральной зоной атмосферных фронтов.
Субтропические циклоны возникают из внетропических, имеющих холодное ядро, нетипичное для тропиков, из-за чего для их поддержания достаточно температур, более низких, чем для тропических циклонов, примерно на 3 °C, то есть около 23 °C. Поэтому субтропические циклоны чаще формируются вне обычного сезона ураганов.